# Melrose (Nuevo México)
Melrose es una villa ubicada en el condado de Curry en el estado estadounidense de Nuevo México. En el Censo de 2010 tenía una población de 651 habitantes y una densidad poblacional de 148,47 personas por km².

## Geografía
Melrose se encuentra ubicada en las coordenadas 34°25′46″N 103°37′46″O / 34.42944, -103.62944. Según la Oficina del Censo de los Estados Unidos, Melrose tiene una superficie total de 4.38 km², de la cual 4.38 km² corresponden a tierra firme y (0.06%) 0 km² es agua.

## Demografía
Según el censo de 2010, había 651 personas residiendo en Melrose. La densidad de población era de 148,47 hab./km². De los 651 habitantes, Melrose estaba compuesto por el 85.71% blancos, el 0.15% eran afroamericanos, el 1.84% eran amerindios, el 0.31% eran asiáticos, el 0% eran isleños del Pacífico, el 9.22% eran de otras razas y el 2.76% pertenecían a dos o más razas. Del total de la población el 18.74% eran hispanos o latinos de cualquier raza.